# Babb-Piegan Inspection Station
La Babb-Piegan Inspection Station est un bâtiment des douanes américaines dans le comté de Glacier, dans le Montana. Construit dans le style rustique du National Park Service le long de l'U.S. Route 89 au sud de la frontière avec l'Alberta, cet édifice achevé en 1933 est inscrit au Registre national des lieux historiques depuis le 12 avril 2006.